# Warszewka
Warszewka (do 31 grudnia 2002 Warszawka) – wieś sołecka w Polsce położona w województwie mazowieckim, w powiecie płockim, w gminie Drobin. Obok miejscowości przepływa rzeczka Karsówka, dopływ Raciążnicy.
Nazwa miejscowości, podobnie jak nazwa Warszawa, wywodzi się od imienia Warcisława, zwanego (zdrobniale) Warszem. 1 stycznia 2003 nastąpiła zmiana nazwy wsi z Warszawka na Warszewka.
W latach 1975–1998 miejscowość administracyjnie należała do województwa płockiego.